# مناپی

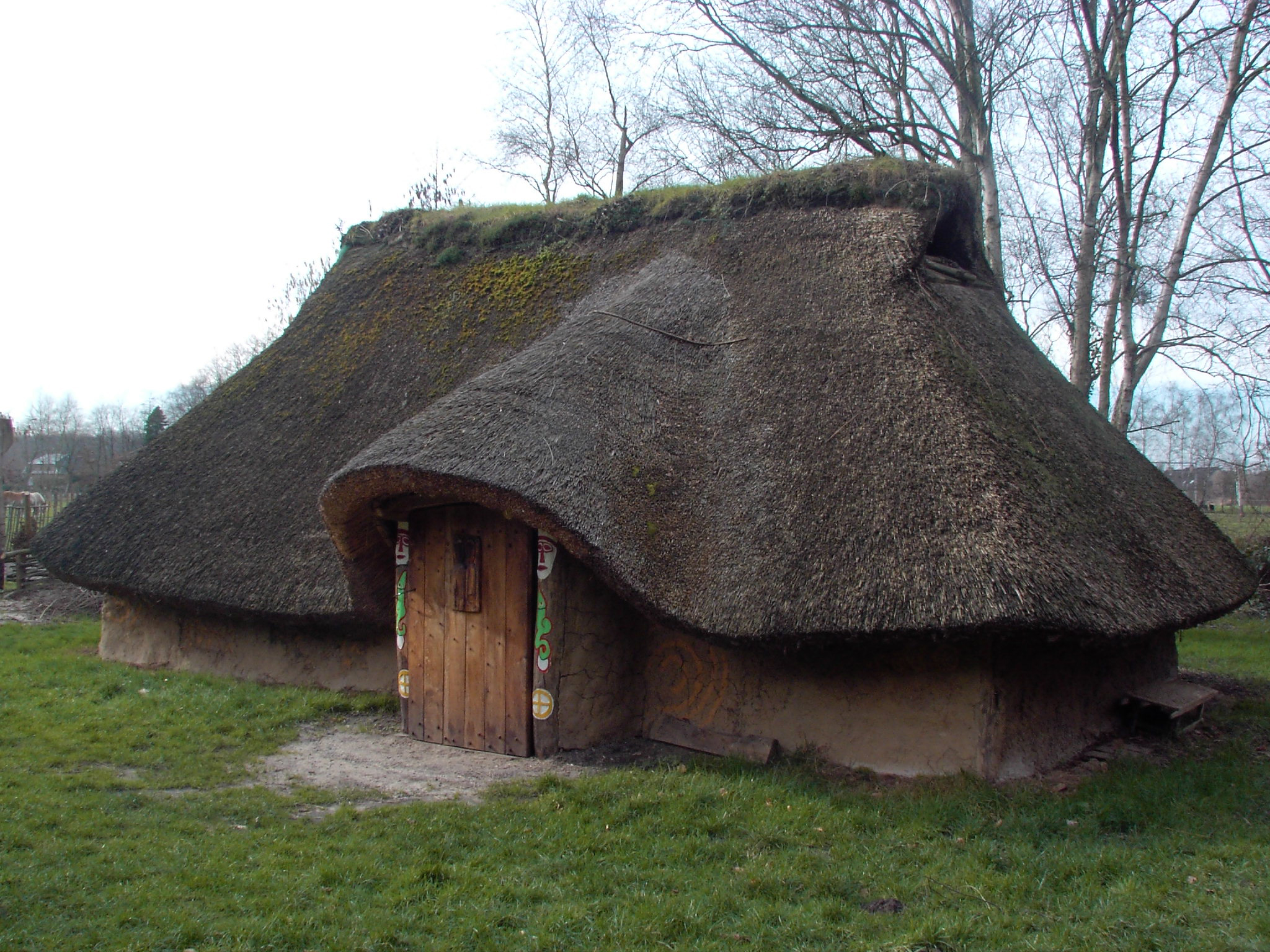
بازسازی یک خانه مناپی در دستلبرگن

مناپی (انگلیسی: Menapii) یک قبیله بلژها بودند که در نزدیکی دریای شمال، در اطراف کسل امروزی، در طول فرهنگ لا تن و دوره امپراتوری روم ساکن بودند.